# 抗体依赖性增强

ADE效应：次优抗体（一般多为非中和抗体，图中蓝色抗体）结合了病毒后又结合了免疫细胞表面的Fc受体（图中CD32）从而帮助病毒进入细胞

抗体依赖性增强（ADE）又称抗体依赖性感染增强作用，是指一些次优的抗体（一般为可结合病毒的非中和抗体）与病毒结合后，不仅不能防止病毒侵入人体细胞，反而会增强病毒感染免疫细胞、促进病毒在体内的复制，恶化疾病的严重度或诱发更严重的额外徵候。

## 机制
抗体依赖性增强的機制有兩種：
1. 次优抗体与病毒结合后，其Fc段（英语：Fragment crystallizable region）再与免疫细胞表面表达的Fc受体结合，接着使病毒進入免疫細胞，但病毒因抗體對抗原的結合力不佳而未被中和分解，反而在免疫細胞中複製增殖；此機制已在人類的登革熱感染與貓的貓冠狀病毒感染中觀察到[7]。例如：感染過登革熱的患者若再被另一亞型的登革熱病毒感染，會依之前的免疫記憶產生中和力較低的抗體，而可能發生抗体依赖增强感染的效應，這也是上述兩種疾病疫苗開發困難的原因之一[8]。簡言之，病毒“欺騙”了免疫細胞的吞噬過程，將宿主的抗體變成了特洛伊木馬。
2. 次優抗體和抗原結合後，与补体相互作用，接着促進發炎反應；例如人類呼吸道合胞病毒（RSV）與麻疹病毒感染時即可能在呼吸道組織發生抗体依赖性增强，激活數種細胞激素與補體而造成發炎，嚴重者甚至可能導致急性呼吸窘迫症候群[7]。

## 引发之病毒种类
除上述病毒（登革热病毒、貓冠狀病毒、人類呼吸道合胞病毒、麻疹病毒）外，有體外實驗顯示人類免疫缺乏病毒、伊波拉病毒、流感病毒、黃熱病毒與SARS冠狀病毒感染皆可能發生抗体依赖性增强。
2020年，有反疫苗活動家以此機制為拒絕施打疫苗的理由，但目前未知人體施打疫苗後是否會出現此現象。